# Manu Bennett
Jonathan Manu Bennett (Rotorua, 1969. október 10. –) új-zélandi színész.
Ismert Peter Jackson A hobbit-filmsorozatából, melyben Azogot, a Pusztítót alakítja. A The CW amerikai csatornán futó A zöld íjász című sorozatban Slade Wilsont / Deathstroke-ot játszotta. A Shannara – A jövő krónikája című MTV-sorozatban Allanonként látható.

## Fiatalkora
Jonathan Manu Bennett néven született 1969. október 10-én az új-zélandi Rotorua városában. Anyja Jean Bennett ausztrál bikinimodell, apja Ted Bennett új-zélandi énekes. A család Ausztráliába költözött, amikor Bennett csak pár hónapos volt. Apja maori és ír, anyja skót származású. 
Bennett nagyrészt Sydney és Newcastle (Ausztrália) között nőtt fel, ahol a Merewether Középiskolába járt. 1986-ban Bennett visszatért Új-Zélandra, ahol a Te Aute College-re járt. Miután visszatért Ausztráliába, beválasztották az Új-Dél-Walesi rögbicsapatba. Érdekelte a modern tánc, a klasszikus balett és a zongora. Bennett otthagyta a rögbit, hogy táncot és drámát tanuljon. Ösztöndíjon elutazott Los Angelesbe, hogy a Lee Strasberg Theatre Insitute-on tanuljon.

## Magánélete
Élettársától, Karin Horentől három lánya született. Huia Bennett, Mokoia Bennett és Pania Bennett. A pár 2017-ben erősített meg, hogy külön költöztek.

## Filmográfia

### Film
| Év   | Magyar cím                    | Eredeti cím                               | Szerep                      | Magyar hang          |
| ---- | ----------------------------- | ----------------------------------------- | --------------------------- | -------------------- |
| 2001 | Lantana – Szövevény           | Lantana                                   | Steve Veldez                |                      |
| 2006 | A tengerészgyalogos           | The Marine                                | Bennett                     | Fenyő Iván           |
| 2006 |                               | The Bridge (rövidfilm)                    | rendező és producer         |                      |
| 2007 | A halálraítélt                | The Condemned                             | Paco                        | Holl Nándor          |
| 2007 | A sötétség 30 napja           | 30 Days of Night                          | Billy Kitka seriffhelyettes |                      |
| 2012 | A hobbit: Váratlan utazás     | The Hobbit: An Unexpected Journey         | Azog, a Pusztító            | eredeti nyelven      |
| 2013 | A hobbit: Smaug pusztasága    | The Hobbit: The Desolation of Smaug       | Azog, a Pusztító            | eredeti nyelven      |
| 2014 | A hobbit: Az öt sereg csatája | The Hobbit: The Battle of the Five Armies | Azog, a Pusztító            |                      |
| 2016 |                               | Beta Test                                 | Orson Creed                 |                      |
| 2017 | Death Race 2050               | Death Race 2050                           | Frankenstein                | Szabó Sipos Barnabás |
| 2023 |                               | Möbius‘ Trip (rövidfilm)                  | Mission Command (hangja)    |                      |
| 2023 |                               | Pente 5 Five                              | Aran                        |                      |
| 2023 |                               | Perfect Addiction                         | Julian                      |                      |

### Televízió

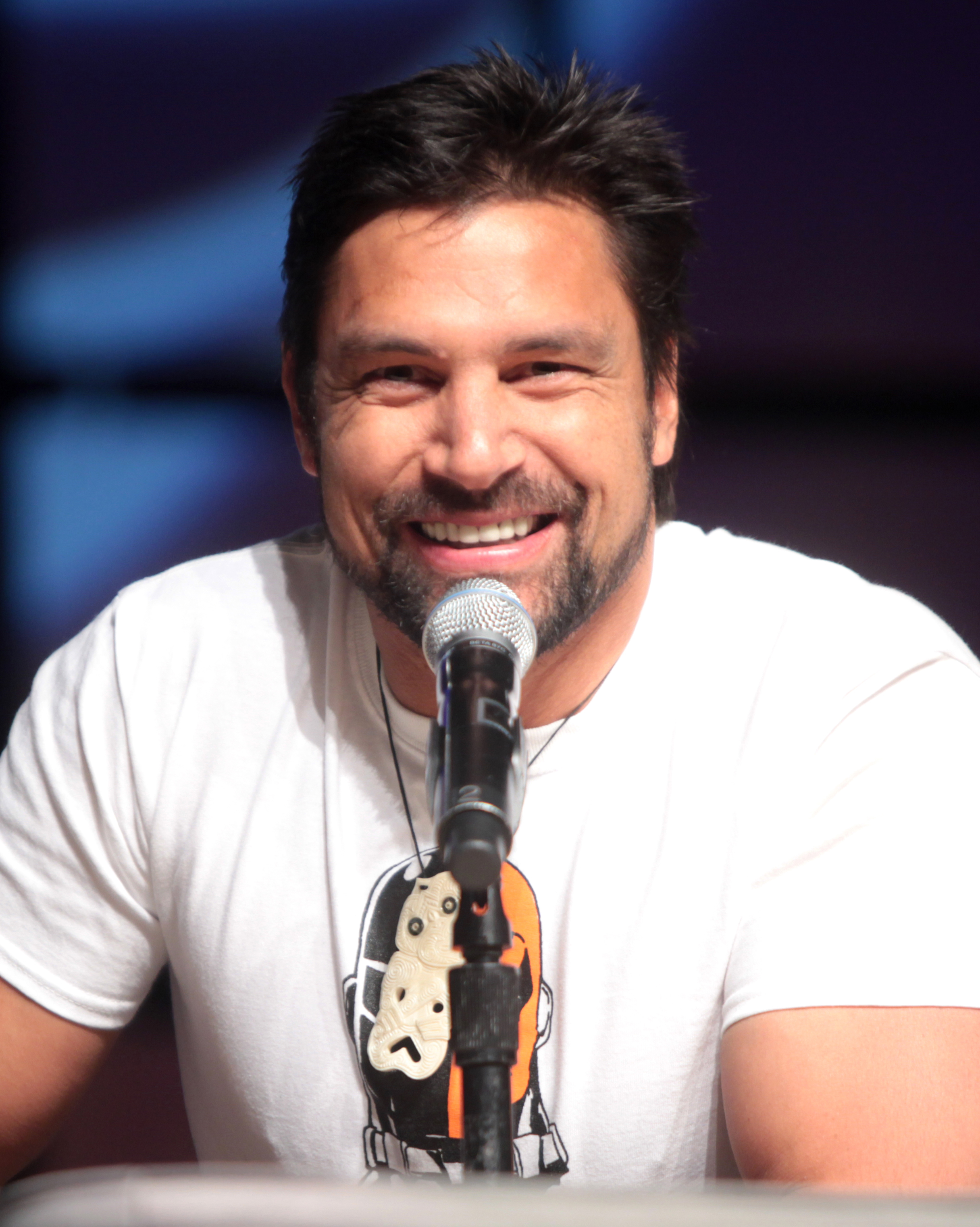
2014-ben

| Év        | Magyar cím                     | Eredeti cím                  | Szerep                     | Megjegyzések                                                                                    |
| --------- | ------------------------------ | ---------------------------- | -------------------------- | ----------------------------------------------------------------------------------------------- |
| 1993–1994 |                                | Paradise Beach               | Kirk Barsby                | 254 epizód                                                                                      |
| 1994      | Blue Heelers: Kisvárosi zsaruk | Blue Heelers                 | Mark Davies                | 1 epizód                                                                                        |
| 1996–1997 | Vízizsaruk                     | Water Rats                   | Joseph Lipinski            | 3 epizód                                                                                        |
| 1998      | Szentek kórháza                | All Saints                   | Darren                     | 1 epizód                                                                                        |
| 1998      |                                | The Violent Earth            | Wanatcha Duvalier          | 1 epizód                                                                                        |
| 1999      | A vadak ura                    | BeastMaster                  | vezér                      | 1 epizód                                                                                        |
| 2000      | Déltenger kincse               | Tales of the South Seas      | David Legeure              | 1 epizód                                                                                        |
| 2000      | Xena: A harcos hercegnő        | Xena: Warrior Princess       | Marcus Antonius            | 1 epizód                                                                                        |
| 2000–2001 |                                | Shortland Street             | Jack Hewitt                | 7 epizód                                                                                        |
| 2001      | Startolj rá!                   | Head Start                   | Dom                        | 1 epizód                                                                                        |
| 2001      |                                | Street Legal                 | Matt Urlich                | 12 epizód                                                                                       |
| 2002      |                                | Mataku                       | John                       | 1 epizód                                                                                        |
| 2003      |                                | Going Straight               | önmaga                     | házigazda                                                                                       |
| 2008      | Aranypart                      | The Strip                    | Brandon Bell               | 1 epizód                                                                                        |
| 2010–2013 | Spartacus                      | Spartacus                    | Crixus                     | 37 epizód                                                                                       |
| 2011      | Szindbád és a Minotaurusz      | Sinbad and The Minotaur      | Szindbád                   | - tévéfilm - magyar hangja: - Csőre Gábor                                                       |
| 2012      |                                | Bikie Wars: Brothers in Arms | Sunshine                   | 4 epizód                                                                                        |
| 2013–2020 | A zöld íjász                   | Arrow                        | Slade Wilson / Deathstroke | - 40 epizód - visszatérő szereplő (1. évad) - főszereplő (2. évad) - vendégszereplő (3-8. évad) |
| 2016      | Amerikai fater                 | American Dad!                | Patrucio (hangja)          | 1 epizód                                                                                        |
| 2016–2017 | Shannara – A jövő krónikája    | The Shannara Chronicles      | Allanon                    | főszereplő                                                                                      |

### Videójátékok
| Év   | Cím             | Szerep                    |
| ---- | --------------- | ------------------------- |
| 2014 | Lego The Hobbit | Azog, a Pusztító (hangja) |